# Emili Rosales i Castellà

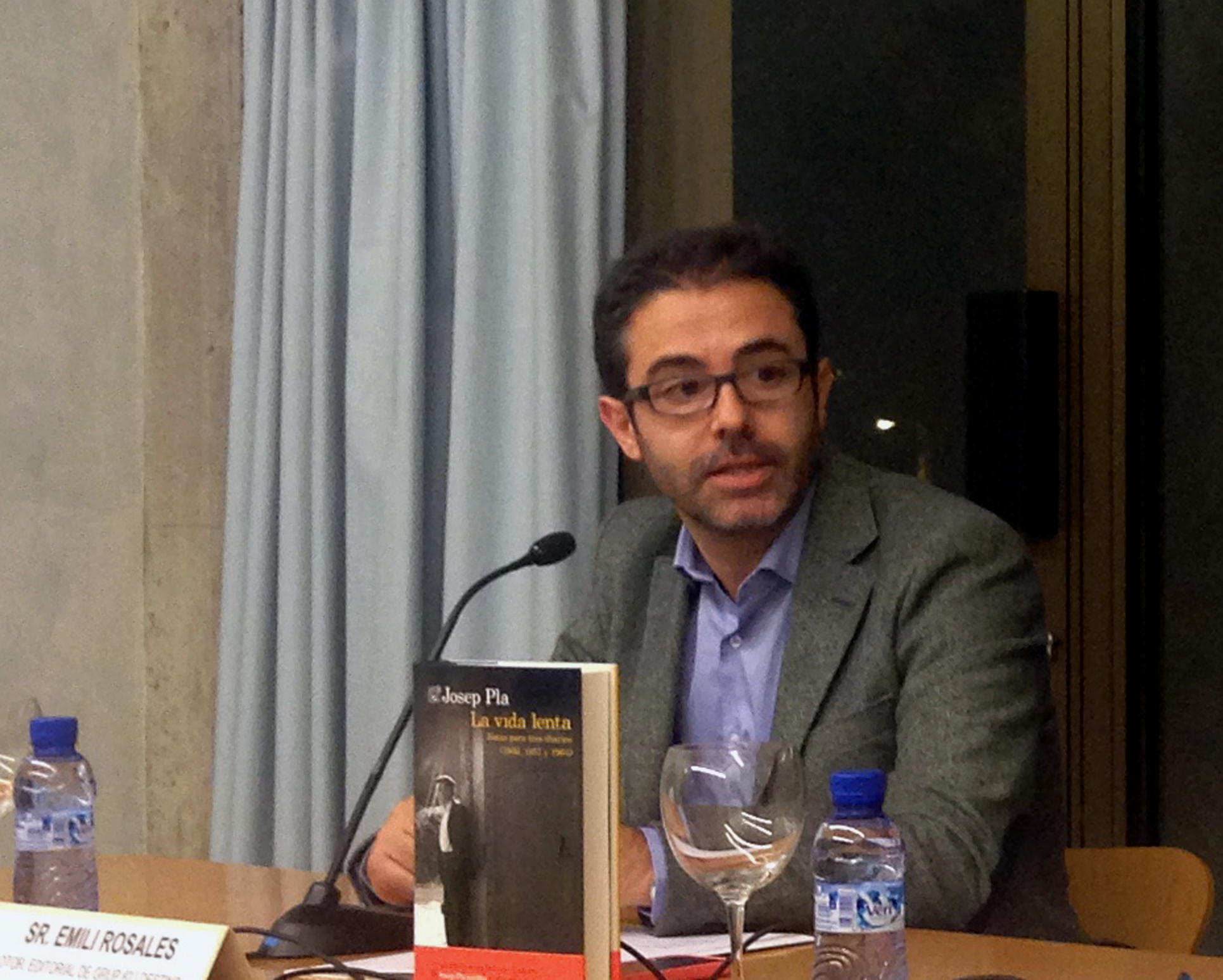
Emili Rosales

Emili Rosales i Castellà (* 12. Februar 1968 in Sant Carles de la Ràpita, Provinz Tarragona) ist ein katalanischer Schriftsteller und Verleger. Seiner Heimat Terres de l’Ebre (Land des Ebro) spielt eine wichtige Rolle in den meisten seiner Werke. Gelegentlich schreibt er auch in den Zeitungen La Vanguardia und Avui.

## Leben
Nach seiner Jugend in Sant Carles zieht er nach Barcelona, wo er katalanische Philologie studiert. Nach seinem Studium bekam Rosales eine Anstellung bei Edicions Planeta. Neben seiner Arbeit als Lektor und Verleger schuf er mit den Jahren ein literarisches Œuvre, mit dem er von Anfang an Leser und Kritiker überzeugt hat. Er debütierte im Jahr 1989 mit der Gedichtsammlung Ciutats i mars („Städte und Meere“) und verfolgte im Jahr 1991 mit dem Poesiebündel Els dies i tu („Die Tage und du“). 1995 erschien sein erster Roman La casa de la platja („Das Haus am Strand“). Im Jahr 2004 gewann er den Literaturpreis Premi Sant Jordi de novel·la mit seinem Roman La ciutat invisible („Tiepolo und die unsichtbare Stadt“). Seit Februar 2014 ist er Verlagsdirektor bei Edicions 62. Er ist alles außer einem Vielschreiber, aber seine Arbeit findet Anerkennung und wurde übersetzt ins Englische, Spanische, Französische, Deutsche, Griechische, Italienische, Japanische, Portugiesische, Rumänische, Serbische und Chinesische.
Rosales ist Mitglied des Autorenvereins Associació d’escriptors en llengua catalana

## Werke (Auswahl)

### Als Autor
Lyrik
- Ciutats i mar. Columna, Barcelona 1989, ISBN 84-7809-088-6.
- Els dies i tu. Ediçions 62, Barcelona 1991, ISBN 84-297-3226-8.

Romane
- La ciutat invisible. Proa, Barcelona 2006, ISBN 84-8437-854-3 (EA Barcelona 2005).
  - deutsche Übersetzung: Tiepolo und die unsichtbare Stadt[5]
- Mentre Barcelona dorm. Columna, Barcelona 1998, ISBN 84-8300-852-1.
- Els amos del món. Columna, Barcelona 1997, ISBN 84-8300-331-7.
- La casa de la platja. Columna, Barcelona 1995, ISBN 84-7809-978-6.

### Als Herausgeber
- Sebastià Juan Arbó: Obra catalana completa. Columna, Barcelona 1992/93

1. Terres de l’Ebre. Camins de nit. Tino Costa. 1992, ISBN 84-7809-443-1.
2. L’inútil combat. Hores en blanc. Narracions del Delta. 1993, ISBN 84-7809-490-3.
3. L’espera. Entre la terra. La masia. 1993, ISBN 84-7809-574-8.

## Preise
- 1990 Premi Salvador Espriu für junge dichtkunst mit Els dies i tu
- 2004 Premi Sant Jordi für seinen Roman La ciutat invisible, ins Deutsche übersetzt als Tiepolo und die unsichtbare Stadt von Kirsten Brandt